# Microwithius chamundiensis
Espèce
Synonymes
- Metawithius chamundiensis Sivaraman, 1980

Microwithius chamundiensis est une espèce de pseudoscorpions de la famille des Withiidae.

## Distribution
Cette espèce est endémique du Karnataka en Inde. Elle se rencontre dans les Chamundi Hills.

## Description
Le mâle holotype mesure 1,946 mm.

## Étymologie
Son nom d'espèce, composé de chamundi et du suffixe latin -ensis, « qui vit dans, qui habite », lui a été donné en référence au lieu de sa découverte, les Chamundi Hills.

## Publication originale
- Sivaraman, 1980 : « Pseudoscorpions from South India - four new species of the family Chernetidae Menge and Cheliferidae Hagen (Pseudoscorpionida, Monosphyronida) ». Journal of the Bombay Natural History Society, vol. 77, p. 106-116 (lire en ligne).